# Шиљијати 1 (Салерно)
Шиљијати 1 је насеље у Италији у округу Салерно, региону Кампанија.
Према процени из 2011. у насељу је живело 19 становника. Насеље се налази на надморској висини од 59 м.